# Sociology
Sociology er et engelsksproget videnskabeligt tidsskrift (ISSN 0038-0385) der udgiver originale forskningsresultater. Sammen med British Journal of Sociology anses det som det førende britiske tidsskrift inden for sociologi, og ifølge Anthony Giddens som one of the leading journals in the social sciences. Det udkommer seks gange årligt, og udgives af SAGE Publication på vegne af British Sociological Association.